# Tấm lòng người mẹ
Tấm lòng người mẹ (Hangul: 엄마; tiếng Anh: Mom) là phim truyền hình dài tập của Hàn Quốc vào năm 2015-2016. Bộ phim gồm 50 tập, được phát sóng trên kênh MBC vào lúc 8 giờ 45 thứ bảy và chủ nhật hàng tuần từ 5 tháng 9 năm 2015 đến 21 tháng 2 năm 2016.
Tại Việt Nam, bộ phim được lồng tiếng Việt và phát sóng trên kênh HTV3 vào tháng 11-12 năm 2016.

## Diễn viên
Diễn viên chính
- Cha Hwa Yeon: vai Yoon Jung Ae (người mẹ)
- Jang Seo Hee: vai Kim Yoon Hee (con gái, con đầu của Jung Ae)
- Kim Seok Hoon: vai Kim Young Jae (con trai, con thứ hai của Jung Ae)
- Lee Tae Sung: vai Kim Kang Jae (con trai, con thứ ba của Jung Ae)
- Choi Ye-Seul: vai Kim Min Ji (con gái, con út của Jung Ae)

Gia đình Yoon Jung Ae
- Yoon Yoo Sun: vai Nam Ok (em dâu của Jung Ae)
- Kim Hyun Soo: vai Jin Woo (con trai của Nam Ok)
- Lee Moon-Sik: vai Heo Sang-Soon (chồng của Kim Yoon Hee)
- Kim Soo Ahn: vai Heo Ha Na (con gái đầu của Yoon Hee)
- Lee Ye Eun: vai Heo Doo Na (con gái út của Yoon Hee và Sang-Soon)
- Hong Soo Hyun: vai Lee Se Ryung (vợ Young Jae, con dâu Jung Ae)
- Min Do Hee: vai Kong Soon Yi (giúp việc trong nhà Jung Ae, sau này là vợ của Kang Jae)

Gia đình chủ tịch Uhm
- Park Young Gyu: vai chủ tịch Uhm
- Lee Se Chang: vai Uhm Dong Joon (con trai chủ tịch Uhm)
- Jin Hee Kyung: vai Na Mi (vợ Uhm Dong Joon)
- Kang Han Na: vai Kang Yoo Ra (cháu gái của Na Mi, người yêu của Kang Jae)

Gia đình Se Ryung
- Choi Yong Min: vai Lee Jong Nam (bố của Lee Se Ryung)
- Kim Ye Ryung: vai Park Hyun Sook (mẹ của Lee Se Ryung)

Khác
- Yoon Mi Ra: vai cô Jang (bạn thân của Jung Ae)
- Na Jong Chan: vai Park Dae Ryong (con trai của cô Jang)
- Choi Soo Rin: vai Shim Cho Hee

## Xếp hạng
| Tập                 | Phát sóng           | Xếp hạng của TNmS | Xếp hạng của TNmS | Xếp hạng của AGB | Xếp hạng của AGB |
| Tập                 | Phát sóng           | Hàn Quốc          | Seoul             | Hàn Quốc         | Seoul            |
| ------------------- | ------------------- | ----------------- | ----------------- | ---------------- | ---------------- |
| 1                   | 2015/09/05          | 15.3%             | 15.4%             | 15.4%            | 15.9%            |
| 2                   | 2015/09/06          | 14.9%             | 16.0%             | 15.3%            | 16.1%            |
| 3                   | 2015/09/12          | 12.4%             | 12.9%             | 12.9%            | 13.6%            |
| 4                   | 2015/09/13          | 15.4%             | 16.4%             | 15.2%            | 15.0%            |
| 5                   | 2015/09/19          | 13.3%             | 13.6%             | 14.5%            | 15.4%            |
| 6                   | 2015/09/20          | 15.5%             | 16.6%             | 16.7%            | 17.7%            |
| 7                   | 2015/09/26          | 12.2%             | 13.0%             | 12.9%            | 13.8%            |
| 8                   | 2015/09/27          | 11.5%             | 11.0%             | 12.6%            | 13.2%            |
| 9                   | 2015/10/03          | 12.6%             | 12.6%             | 13.1%            | 14.0%            |
| 10                  | 2015/10/04          | 15.2%             | 15.2%             | 17.1%            | 18.8%            |
| 11                  | 2015/10/10          | 13.5%             | 13.1%             | 13.5%            | 14.2%            |
| 12                  | 2015/10/11          | 9.2%              | 10.2%             | 10.6%            | 11.5%            |
| 13                  | 2015/10/17          | 13.9%             | 15.0%             | 14.2%            | 15.1%            |
| 14                  | 2015/10/18          | 14.6%             | 15.6%             | 15.5%            | 16.7%            |
| 15                  | 2015/10/24          | 13.9%             | 15.2%             | 14.8%            | 15.3%            |
| 16                  | 2015/10/25          | 16.1%             | 17.9%             | 15.8%            | 16.6%            |
| 17                  | 2015/10/31          | 15.2%             | 15.7%             | 15.9%            | 17.3%            |
| 18                  | 2015/11/01          | 16.3%             | 18.0%             | 17.3%            | 18.8%            |
| 19                  | 2015/11/07          | 15.2%             | 15.1%             | 16.9%            | 17.8%            |
| 20                  | 2015/11/08          | 16.7%             | 17.7%             | 19.5%            | 20.8%            |
| 21                  | 2015/11/14          | 15.0%             | 15.3%             | 15.9%            | 17.3%            |
| 22                  | 2015/11/15          | 16.5%             | 17.8%             | 18.6%            | 19.9%            |
| 23                  | 2015/11/21          | 12.8%             | 13.1%             | 14.8%            | 15.6%            |
| 24                  | 2015/11/22          | 17.5%             | 19.1%             | 18.4%            | 19.5%            |
| 25                  | 2015/11/28          | 13.7%             | 14.4%             | 16.6%            | 17.8%            |
| 26                  | 2015/11/29          | 16.6%             | 18.7%             | 19.7%            | 20.9%            |
| 27                  | 2015/12/05          | 14.1%             | 14.3%             | 16.2%            | 17.6%            |
| 28                  | 2015/12/06          | 15.7%             | 17.4%             | 19.1%            | 20.6%            |
| 29                  | 2015/12/12          | 14.0%             | 13.9%             | 16.7%            | 18.1%            |
| 30                  | 2015/12/13          | 14.8%             | 15.7%             | 19.3%            | 20.1%            |
| 31                  | 2015/12/19          | 13.4%             | 12.8%             | 17.1%            | 18.4%            |
| 32                  | 2015/12/20          | 16.2%             | 16.5%             | 19.2%            | 20.3%            |
| 33                  | 2015/12/26          | 14.5%             | 14.1%             | 18.6%            | 19.7%            |
| 34                  | 2015/12/27          | 15.5%             | 16.1%             | 20.5%            | 21.6%            |
| 35                  | 2016/01/02          | 17.9%             | 17.8%             | 19.8%            | 20.4%            |
| 36                  | 2016/01/03          | 18.9%             | 18.9%             | 21.9%            | 22.9%            |
| 37                  | 2016/01/09          | 17.2%             | 17.6%             | 19.3%            | 21.4%            |
| 38                  | 2016/01/10          | 19.8%             | 20.2%             | 21.4%            | 23.0%            |
| 39                  | 2016/01/16          | 16.9%             | 16.7%             | 18.1%            | 19.3%            |
| 40                  | 2016/01/17          | 21.5%             | 22.1%             | 21.2%            | 21.5%            |
| 41                  | 2016/01/23          | 18.7%             | 17.7%             | 19.0%            | 20.7%            |
| 42                  | 2016/01/24          | 21.6%             | 21.4%             | 22.0%            | 23.5%            |
| 43                  | 2016/01/30          | 19.9%             | 18.8%             | 21.4%            | 22.7%            |
| 44                  | 2016/01/31          | 21.9%             | 21.4%             | 22.8%            | 24.5%            |
| 45                  | 2016/02/06          | 19.5%             | 18.9%             | 20.0%            | 20.7%            |
| 46                  | 2016/02/07          | 19.7%             | 19.8%             | 19.1%            | 20.4%            |
| 47                  | 2016/02/13          | 20.3%             | 19.9%             | 22.2%            | 21.1%            |
| 48                  | 2016/02/14          | 22.0%             | 21.3%             | 23.5%            | 24.9%            |
| 49                  | 2016/02/20          | 20.2%             | 18.7%             | 21.4%            | 22.5%            |
| 50                  | 2016/02/21          | 24.0%             | 23.8%             | 24.5%            | 25.4%            |
| Xếp hạng trung bình | Xếp hạng trung bình | 16.26%            | 16.61%            | 17.76%           | 18.80%           |

* Tập xếp hạng thấp nhất màu xanh，tập xếp hạng cao nhất màu đỏ.

## Giải thưởng
| Năm  | Giải thưởng           | Hạng mục                        | Đề cử          | Kết quả   |
| ---- | --------------------- | ------------------------------- | -------------- | --------- |
| 2015 | 2015 MBC Drama Awards | Nam diễn viên xuất sắc          | Park Young Gyu | Đoạt giải |
| 2015 | 2015 MBC Drama Awards | Nữ diễn viên xuất sắc           | Cha Hwa Yeon   | Đoạt giải |
| 2015 | 2015 MBC Drama Awards | Nam diễn viên phụ xuất sắc nhất | Lee Moon-Sik   | Đoạt giải |
| 2015 | 2015 MBC Drama Awards | Nữ diễn viên phụ xuất sắc nhất  | Jin Hee Kyung  | Đề cử     |
| 2015 | 2015 MBC Drama Awards | Nam diễn viên mới xuất sắc nhất | Na Jong Chan   | Đề cử     |
| 2015 | 2015 MBC Drama Awards | Nữ diễn viên mới xuất sắc nhất  | Min Do Hee     | Đề cử     |